# DDR-Liga
Als DDR-Liga oder auch Fußball-Liga, kurz Liga, wurde von 1950 bis 1990 die zweithöchste Spielklasse im Deutschen Fußball-Verband der DDR (DFV) bezeichnet. Sie diente als Unterbau der Oberliga.

## Kurzübersicht
Die DDR-Liga war wie der gesamte Fußball-Spielbetrieb in der DDR den wechselvollen Bemühungen unterworfen, dem DDR-Fußball zur internationalen Klasse zu verhelfen. In den 40 Jahren ihres Bestehens wurde die DDR-Liga sechsmal umstrukturiert, spielte zwar meistens mit zwei Staffeln, dazwischen aber auch mit einer, drei oder fünf Staffeln. Sie war das Sammelbecken der spielstärksten Betriebssportgemeinschaften (BSG), während bis auf wenige Ausnahmen in der Oberliga hauptsächlich die vom Staat innerhalb der Sportförderung unterstützten Fußballclubs spielten. So war das Leistungsgefälle zwischen Oberliga und Liga besonders ab Mitte der 1960er Jahre recht groß. Im Gegensatz zur Oberliga durften bis 1984 auch Ausländer in der DDR-Liga spielen. Vor allem in den 1970er Jahren verstärkte der SASK Elstal seine Leihgaben an Sportgemeinschaften. Die sowjetischen Spieler wiesen zum Teil Erstligaerfahrung auf. Mit dem DFV-Fußballbeschluss von 1983 durften Ausländer ab 1984 nur noch in den drittklassigen Bezirksligen zum Einsatz kommen.

## 1946–1950: Entstehung
Nach der Zwangsauflösung der ostdeutschen Sportvereine zum 1. Januar 1946 wurden von der Sowjetunion in ihrer Besatzungszone Fußballwettkämpfe zunächst nur auf lokaler Ebene zugelassen, sodass überregionale Ligen erst im Jahre 1949 gegründet werden konnten. Da die Sowjetische Besatzungszone nach dem Zweiten Weltkrieg vorerst in die fünf Länder Brandenburg, Mecklenburg (bis 1947 Mecklenburg-Vorpommern), Sachsen, Sachsen-Anhalt, Thüringen und die Stadt Ost-Berlin aufgeteilt worden war, bot es sich demzufolge an, in gestaffelten Landesligen zu spielen. Dieser Unterbau erschien für die 1949 ebenfalls ins Leben gerufene Oberliga des Deutschen Sportausschusses (DS) jedoch als zu groß und schwerfällig, weshalb man 1950 die zweigleisige DDR-Liga schuf und die Landesligen damit drittklassig wurden.

## 1950–1955: Die ersten Jahre
In der ersten Saison 1950/51 sollte die Liga ursprünglich 16 Mannschaften umfassen, nämlich je drei aus den fünf Flächenländern, dazu Union Oberschöneweide. Erst die Hinzunahme weiterer Vereine aus Berlin machte vor Saisonbeginn die Erweiterung auf 20 und die Teilung erforderlich, während Union nun doch in der Oberliga spielen durfte. So wurde in zwei Staffeln mit jeweils zehn Mannschaften gespielt, wobei die regionale Aufteilung heute nicht mehr nachvollziehbar ist (1951/52 spielte z. B. Einheit Schwerin in der Staffel 1, VP Schwerin aber in der Staffel 2). Die Meister der beiden Staffeln stiegen direkt in die Oberliga auf, die Aufsteiger in die DDR-Liga wurden zunächst aus den Meistern der Landesligen rekrutiert. Im Juli 1952 führte die DDR eine Verwaltungsreform durch, und es entstanden die Bezirke Rostock, Schwerin, Neubrandenburg, Magdeburg, Potsdam, Frankfurt/O., Erfurt, Halle, Leipzig, Dresden, Cottbus, Suhl, Gera und Karl-Marx-Stadt. Daraufhin wurden die Landesligen abgeschafft und Bezirksligen eingeführt. Da es von der Saison 1952/53 an mit dem Bezirksligameister von Ostberlin nun 15 Meister gab, aber weiterhin nur sechs Aufstiegsplätze in die beiden DDR-Ligen vorgesehen waren, mussten die Bezirksmeister in eine Aufstiegsrunde. In drei Gruppen trafen jeweils fünf Meister in einer einfachen Runde ohne Rückspiele aufeinander, die ersten beiden jeder Gruppe stiegen in die DDR-Liga auf.
Die Zahl der DDR-Liga-Mannschaften je Staffel erhöhte sich ab der Saison 1951/52 auf zwölf und dann auf 13 (1952/53) bzw. 14 (1953/54). Von 1954/55 ab wurde in drei Staffeln mit jeweils 14 Mannschaften gespielt.

## 1955–1964: I. und II. Liga, Spieljahresumstellung
Nach der Saison 1954/1955 wurden die drei Staffeln der DDR-Liga zu einer neuen, 14 Mannschaften umfassenden eingleisigen I. DDR-Liga zusammengelegt. Qualifiziert hatten sich aus der Staffel 1 die Mannschaften auf den Plätzen 2 bis 5, aus der Staffel 2 diejenigen auf den Plätzen 2 bis 4 und aus der Staffel 3 die ersten fünf Mannschaften. Die Staffelsieger 1 und 2 waren in die Oberliga aufgestiegen. Die übrigen Mannschaften kamen in die beiden regionalen Staffeln der neu geschaffenen II. DDR-Liga. Des Weiteren wurde 1955 nach sowjetischem Vorbild das Spieljahr dem Kalenderjahr angepasst, daher musste im Herbst eine Zwischenrunde ohne Rückspiel und ohne Auf- und Abstieg ausgetragen werden. Am Aufstiegsmodus der Bezirksligameister änderte sich jedoch nichts.
Ab der Saison 1958 fuhr die II. Liga fünfgleisig, um den hohen finanziellen Aufwand, der den Mannschaften durch die Reisekosten entstand, zu verringern. Nach dieser Umstellung waren jeweils die ersten 3 der Bezirksligen für die II. Liga aufstiegsberechtigt. Um den Aufstieg in die I. Liga kämpften die Meister der II. Ligen wieder in einer einfachen Aufstiegsrunde ohne Rückspiel. Die beiden ersten Mannschaften qualifizierten sich für die I. Liga.
1961 wurde entschieden, auf den Saisonmodus Herbst/Frühjahr zurückzuwechseln, deshalb wurde in der Saison 1961/62 in einer Dreierrunde mit Heim- und Auswärtsspielen und einer vorgeschalteten Runde auf neutralen Plätzen gespielt. Ab der Saison 1962/63 wurde die I. Liga als zweithöchste Spielklasse wieder in zwei Staffeln ausgetragen, deren Spitzenreiter in die Oberliga aufstiegen. Nach der Saison 1962/63 wurde die II. Liga endgültig abgeschafft und die Bezirksligen wieder zu den dritthöchsten Spielklassen. Die beiden Staffeln der I. Liga wurden mit Beginn der Spielzeit 1963/64 auf jeweils 16 Mannschaften aufgestockt. Alle Spitzenreiter der II. Ligen durften aufsteigen, die Zweitplatzierten und die Bezirksmeister ermittelten in einer Aufstiegsrunde drei weitere I.-Liga-Teilnehmer.

## 1964–1989: Die späten Jahre
Während der nächsten Jahre blieb die DDR-Liga von größeren Änderungen verschont, allerdings waren ab 1967/68 auch die 2. Mannschaften der Oberligateams für die DDR-Liga aufstiegsberechtigt, konnten jedoch nicht in die Oberliga aufsteigen. Es bildeten sich so genannte Fahrstuhlmannschaften zur Bezirksliga heraus, wie z. B. die Mannschaft von Aktivist Schwarze Pumpe mit drei Auf- und Abstiegen zwischen 1964 und 1971. Der letzte Abstieg dieser Mannschaft wurde bereits zu Beginn der Saison 1970/71 durch eine Disqualifikation besiegelt, weil den Spielern in der Vorsaison zu hohe Gehälter und Prämien ausgezahlt wurden und sich die Mannschaft laut DFV dadurch ungerechtfertigte Vorteile verschafft hatte. Schwarze Pumpe wurde nach zwei Spielen in der DDR-Liga in die Bezirksliga zurückgestuft und wurde als Absteiger aus der DDR-Liga deklariert. Ebenso wurde aus gleichen Gründen mit Stahl Eisenhüttenstadt sowie Chemie Wolfen verfahren.
Weitere Mannschaften stiegen 1971 nicht aus der DDR-Liga ab, da die Liga mit Beginn der Saison 1971/72 von zwei auf fünf Staffeln aufgestockt wurde. Die Staffeln spielten künftig nach regionalen Gesichtspunkten gegliedert mit zwölf Mannschaften. In der ersten Saison stiegen alle Meister und Vizemeister der Bezirksligen auf, und die Staffeln C und D spielten nur mit elf Mannschaften, bedingt durch die Disqualifikationen der Vorsaison und der Disqualifikation von Chemie Wolfen, wo ebenfalls zu hohe Zuwendungen gezahlt worden waren. Aus der DDR-Liga stiegen wie zuvor zwei Mannschaften in die Oberliga auf, die in einer Aufstiegsrunde mit Hin- und Rückspielen unter den Staffelersten ermittelt wurden. Die drei Staffelletzten mussten in die Bezirksliga absteigen und wurden künftig durch die Bezirksmeister ersetzt.
Nach Ende der Saison 1975/76 wurde die Teilnahme der 2. Mannschaften in der DDR-Liga wieder abgeschafft, um die Attraktivität des Oberligaunterbaus wieder zu steigern. In zwei Fällen waren diese nicht aufstiegsberechtigten Mannschaften Staffelsieger geworden, alle Reserveteams sorgten jedoch für niedrige Zuschauerzahlen.
Mit der Saison 1984/85 kehrte die DDR-Liga nach 13 Jahren wieder zu zwei Staffeln zurück. Diesmal mit 18 Mannschaften je Staffel, für die sich die jeweils ersten sechs der bisherigen fünf Staffeln qualifiziert hatten (Ausnahme Staffel A: für den aufgelösten Staffelsieger ASG Vorwärts Neubrandenburg rückte der 7., die ISG Schwerin, nach). Stiegen bisher alle Bezirksmeister außer den 2. Mannschaften der Oberligisten automatisch in die DDR-Liga auf, gab es nun nur noch sechs Aufsteiger, die nach territorialen Gesichtspunkten auf die beiden Ligastaffeln aufgeteilt wurden. Ab sofort waren auch die 2. Mannschaften der Oberligisten wieder aufstiegsberechtigt. Da sie nach Umwandlung der Nachwuchs- zur Juniorenoberliga im Sommer 1983/1984 zunächst in die Bezirksligen eingeordnet wurden, klopften erst im Sommer 1984 erstmals sieben Reserveteams an das Tor zur Liga – von denen fünf (BFC, DD, FCC, RWE und FCV) in der Aufstiegsrunde den Sprung ins Unterhaus schafften. Bis 1989/90 konnten sich die fünfzehn Bezirksmeister in drei Gruppen für den Ligaaufstieg qualifizieren.

## Beispiel Potsdam-Babelsberg und Neubrandenburg
Die wechselvollen Aktivitäten des DFV zur Schaffung spielstarker Mannschaften lassen sich auch an zwei unterschiedlichen Beispielen in den Städten Potsdam-Babelsberg und Neubrandenburg aufzeigen.
Die Mannschaft der BSG Rotation Babelsberg gehörte zu den ersten Teilnehmern der DDR-Oberliga 1949/50, in diesem Jahr noch unter dem Namen BSG Volksstimme. Die Babelsberger spielten bis 1958 in der obersten DDR-Fußballklasse, stiegen dann aber als Tabellenletzter in die DDR-Liga ab. 1961 wurde zur Förderung des Leistungssports im bisher unterentwickelten Bezirk Potsdam der SC Potsdam gegründet. Zur Schaffung einer spielstarken Fußball-Sektion musste der Liga-Vertreter Rotation Babelsberg seine besten Spieler an den SC Potsdam abgeben. Dieser nahm den Ligaplatz der Babelsberger ein, deren Mannschaft wurde in die II. DDR-Liga zurückgestuft. Ohne seine Stammspieler versank Rotation später in der Bezirksliga. 1965 wurden die Fußballsektionen zur Schaffung von eigenständigen Fußballklubs aus den Sportklubs herausgelöst. Da die Potsdamer in der DDR-Liga stets nur Mittelmaß verkörpert hatten, durften sie keinen Fußballklub gründen, vielmehr mussten sich die Fußballer der Bezirksligamannschaft der BSG Motor Babelsberg anschließen, die in der Saison 1965/66 den Ligaplatz des SC Potsdam einnehmen durfte.
Auch in Neubrandenburg wurde 1961 ein Sportklub, der SC Neubrandenburg gegründet. Im Gegensatz zu Potsdam wurde hier jedoch die komplette Fußballsektion der BSG Turbine Neubrandenburg eingegliedert, die auch weiterhin in der II. DDR-Liga spielen musste. Die Entwicklung verlief zunächst jedoch positiver als in Potsdam. 1962 gelang der Aufstieg in die I. DDR-Liga, zwei Jahre später bereits der Aufstieg in die Oberliga. Doch die oberste Spielklasse konnte nur ein Jahr gehalten werden, was für den DFV ebenfalls Anlass war, in Neubrandenburg keinen Fußballklub zuzulassen. Hier kam es zu einer Neugründung der Fußballsportvereinigung Neubrandenburg. Da dies jedoch nicht in das DFV-Gefüge Klub oder BSG passte, musste sich die FSV bereits nach einigen Monaten mit der BSG Post zusammenschließen, unter deren Namen dann weiter in der DDR-Liga gespielt wurde.

## 1989–1991: Die Wendejahre
Mit dem Ende der DDR und v. a. nach Umstellung auf die freie Wirtschaft im Sommer 1990 wurde einigen Liga-Mannschaften die wirtschaftliche Basis entzogen. Deshalb zogen Chemie Velten, Chemie Buna Schkopau und Dynamo Eisleben ihre Mannschaften aus der 1990/91 unter der Bezeichnung NOFV-Liga auftretenden Spielklasse zurück, die BSG KWO Berlin und die SG Dynamo Fürstenwalde lösten sich auf, Chemie Böhlen fusionierte mit Chemie Leipzig. So nahm die NOFV-Liga 1990/91 nur noch mit je 16 Mannschaften in zwei Staffeln, darunter wie bisher mit sechs Aufsteigern, den Spielbetrieb auf, aus dem sich später auch noch Motor Stralsund zurückzog.